# Epidromia pedestris
Epidromia pedestris là một loài bướm đêm trong họ Erebidae.